# Велика океанська дорога
Велика океанська дорога (англ. Great Ocean Road) — туристична пам'ятка в австралійському штаті Вікторія.

## Опис

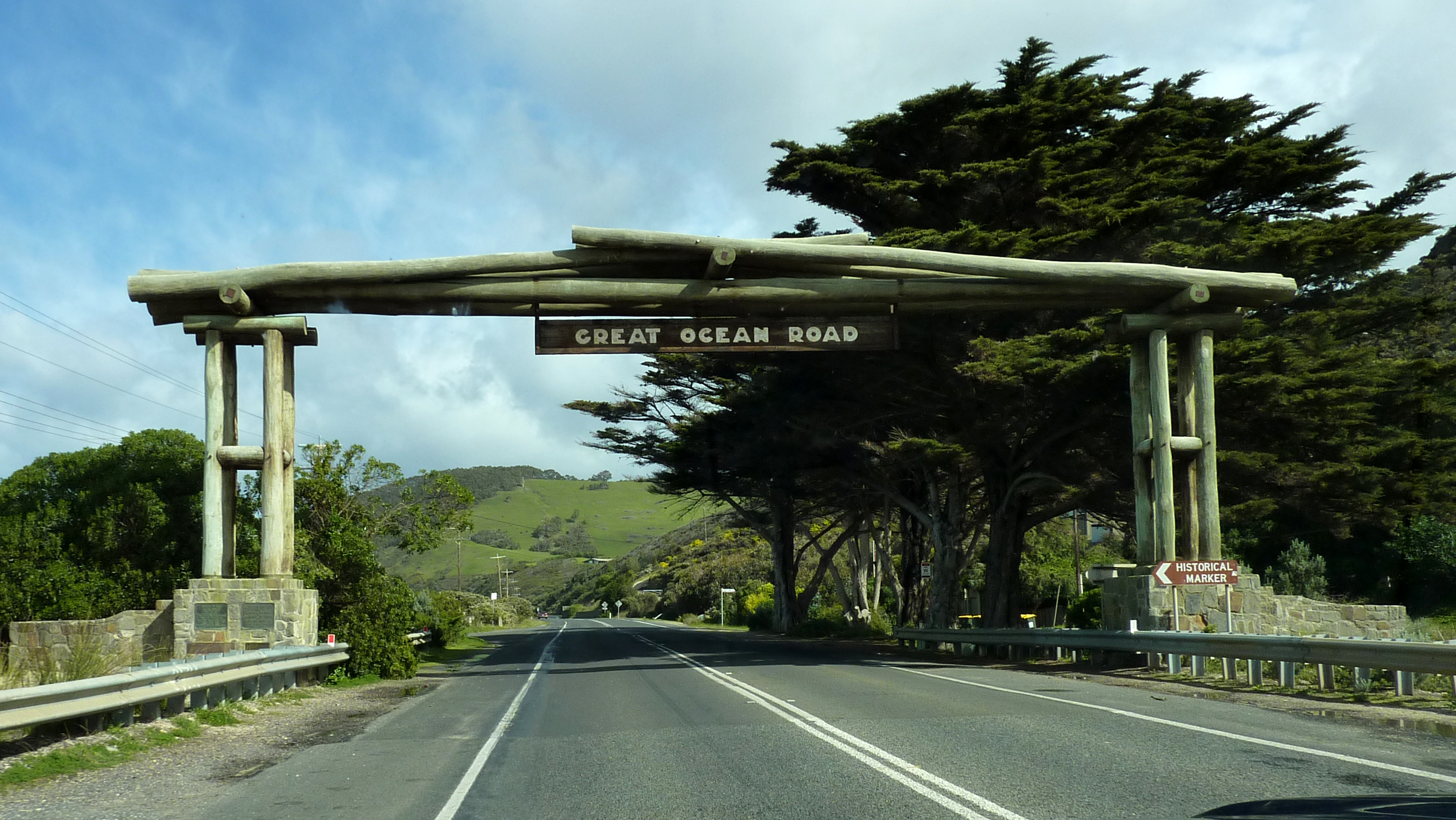
Початок Дороги

Велика океанська дорога (офіційна назва — (B100) завдовжки 243 км проходить уподовж тихоокеанського узбережжя штату Вікторія. Починається в місті Торкуей (Torquay) — 38°20′15″ пд. ш. 144°19′0″ сх. д. / 38.33750° пд. ш. 144.31667° сх. д., — закінчується поблизу міста Аллансфорд (Allansford) — 38°23′4″ пд. ш. 142°37′21″ сх. д. / 38.38444° пд. ш. 142.62250° сх. д.. В основному Дорога проходить по узбережжю, але також є вигини углиб материка, де вона проходить через виноградники і дощовий ліс. Має дві смуги для руху (по одній у кожному напрямі), обмеження швидкості — 80 км/год. З 2005 року 45-кілометрова ділянка від Лорна до Аполло-Бей раз на рік використовується для проведення марафону.

## Історія

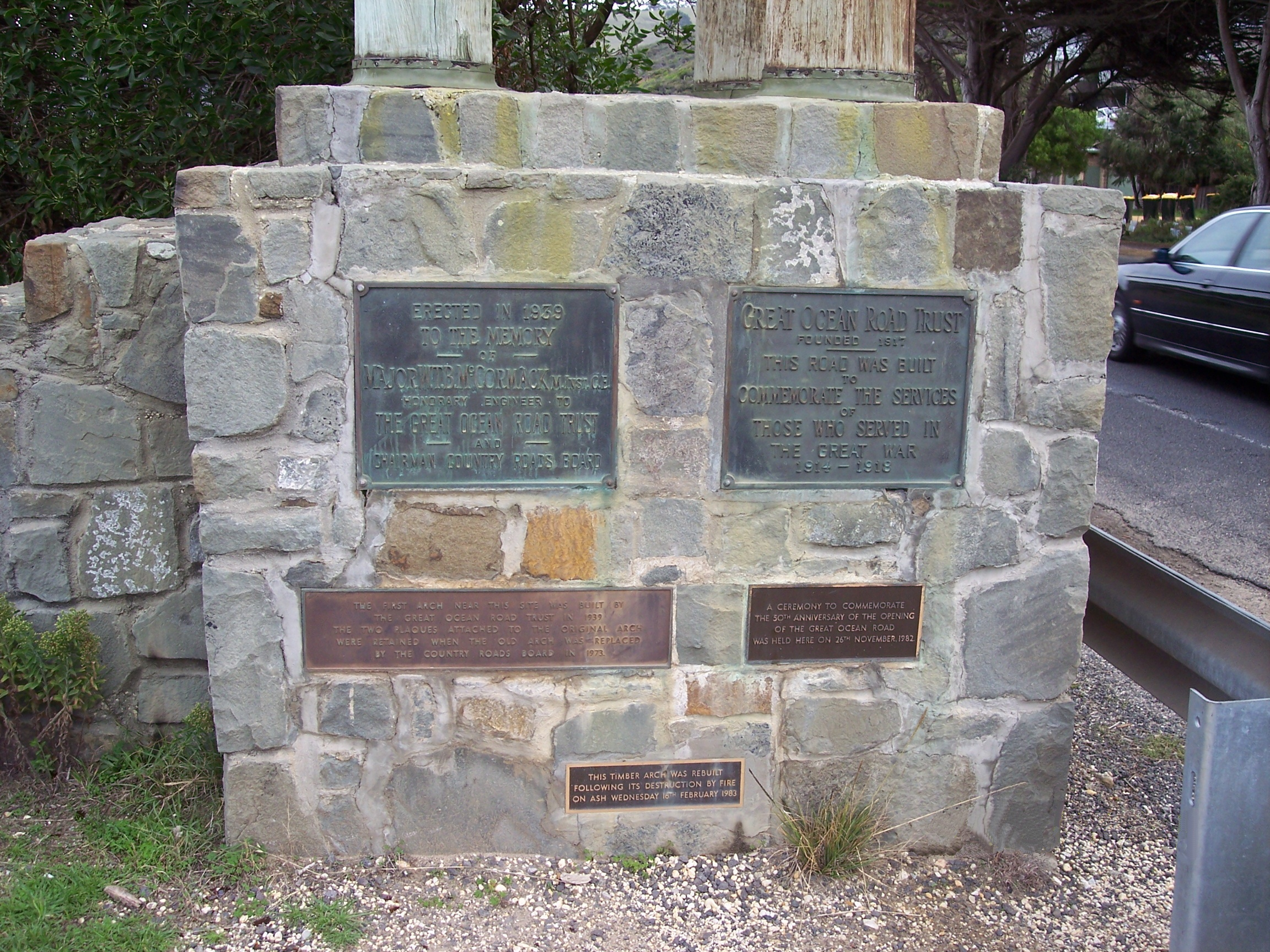
Монумент будівельникам Дороги, споруджено в 1939 році.

Спорудження Великої океанської дороги почалося 19 вересня 1919 року, відразу після повернення з війни австралійських солдатів. Саме ці три тисячі чоловік і зайнялися цим, працюючи п'ять з половиною днів в тиждень, отримуючи за роботу 10 шилінгів і 6 пенсів за вісім годин, при цьому харчі коштували 10 шилінгів в тиждень. Ця дорога замислювалася як військовий меморіал жертвам Першої світової війни, і одночасно повинна була зв'язати віддалені населені пункти узбережжя, полегшити транспортування пиломатеріалів і притягнути туристів.
За розрахунками, Дорога мала будуватися із швидкістю 3 км в місяць, при її будівництві практично не використовувалася будівельна техніка, більшість робіт виконувалися за допомогою кирок, лопат, вибухівки і візків. Декілька робітників при проведенні робіт загинули, особливо складними були ділянки на урвистих скельних ділянках. Незважаючи на це в таборах будівельників були піаніно, грамофони, свіжі газети і журнали. У 1924 році на рифи, що знаходяться недалеко від дороги, сів пароплав «Казино», що перевозив 500 бочок пива і 120 питного спирту. Робітники-солдати «врятували» вантаж, внаслідок чого роботи незапланованно зупинилися на два тижні.
Першу ділянку дороги було відкрито 18 березня 1922 року, але незабаром знову закрився для проведення подальших робіт. Витрати на будівництво компенсувалися стягуванням плати за проїзд: 2 шилінги з автомобіля, 10 шилінгів з возів, які тягли більше, ніж двома кіньми. Після того, як Дорога окупилася, 2 жовтня 1936 року її було передано в дар державі, проїзд по Дорозі став безкоштовним.
Грандіозне будівництво було закінчене 26 листопада 1932 року, і майже відразу ж Дорога отримала визнання як найбільший у світі військовий меморіал. Організатор і натхненник будівництва, Говард Хічкок (Howard Hitchcock), помер за три місяці до урочистого відкриття.
У 1960 році частину дороги поблизу Прінстауна було змито штормом в океан; поруч з Лорном дорогу двічі руйнували зсуви, в 1964 і 1971 роках. У 1962 і 1964 роках дорога закривалася у зв'язку з природними пожежами. У січні 2011 року на дорогу обвалилися скелі, що нависають над нею.
У 1962 році організацією Tourist Development Authority Велику океанську дорогу було визнано «наймальовничішою дорогою у світі». Незважаючи на деякі поліпшення Дороги, пов'язані з підвищенням її безпеки, чимало її ділянок досі вважаються дуже небезпечними для водіїв, наприклад, відомо, що в 1966 році місцеві поліцейські (Victoria Police) використали її для тренувань своїх співробітників.
У 2004 році уздовж Дороги був відкритий піший маршрут (Great Ocean Walk) завдовжки 104 км.
У 2011 році Велику океанську дорогу було додано до Реєстру національної австралійської спадщини (Australian National Heritage List).

## Віхи Дороги
Населені пункти (зі сходу на захід)
Торкуей (Torquay) → Енглсі (Anglesea) → Ейріс-Інлет (Aireys Inlet) → Лорн (Lorne) → Уай-Рівер (Wye River) → Кеннет-Рівер (Kennett River) → Аполло-Бей (Apollo Bay) → Лаверс-Гілл (Lavers Hill) → Порт-Кемпбелл (Port Campbell) → Пітерборо (Peterborough)
Пам'ятки
- Берег корабельних аварій (Shipwreck Coast)
  - Національний парк Порт-Кемпбелл
    - Дванадцять апостолів
    - Хребет Лок-Ард (Loch Ard Gorge[en])
    - Те-Гротто (The Grotto[en])
    - Лондонська арка

## Фотогалерея

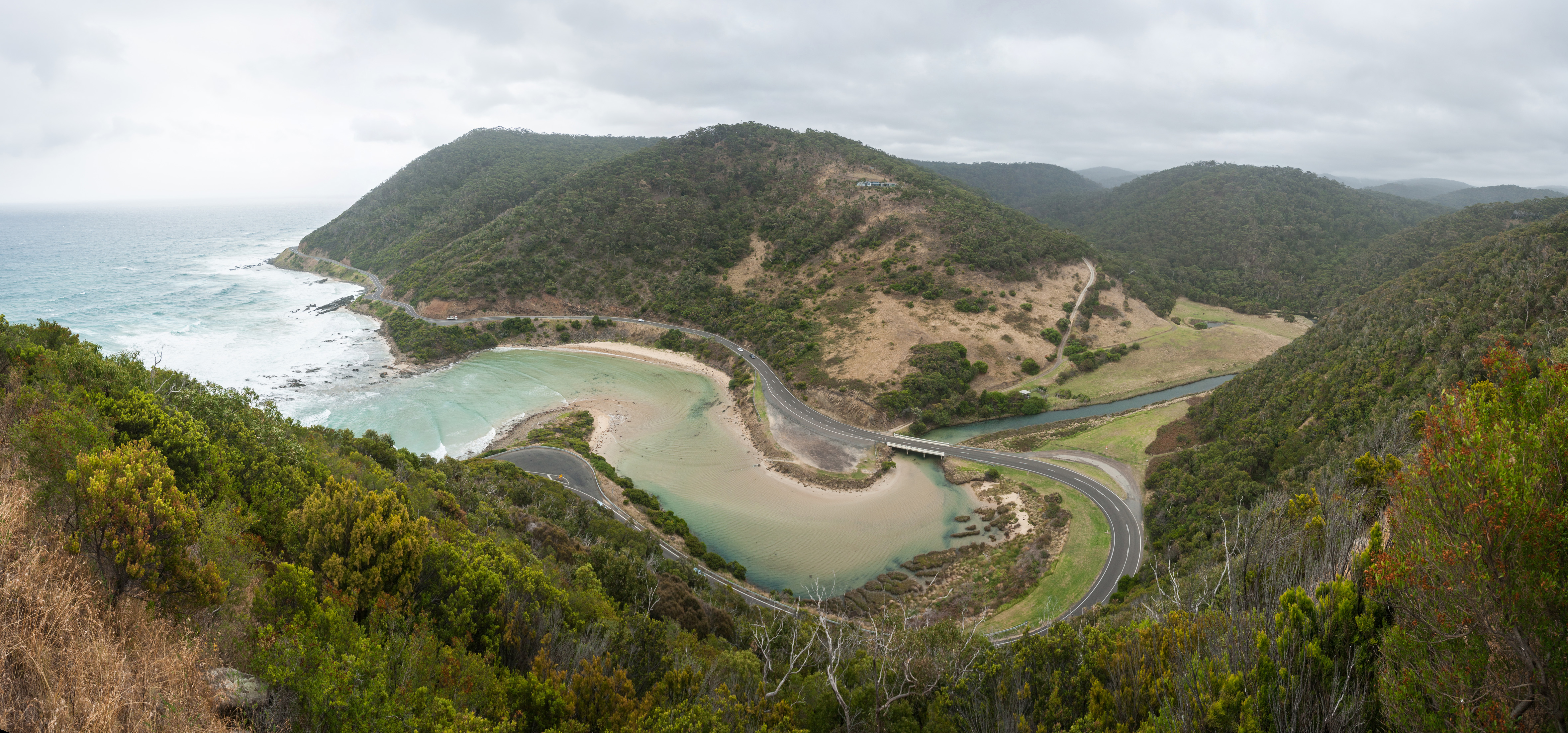
На південь від Лорна
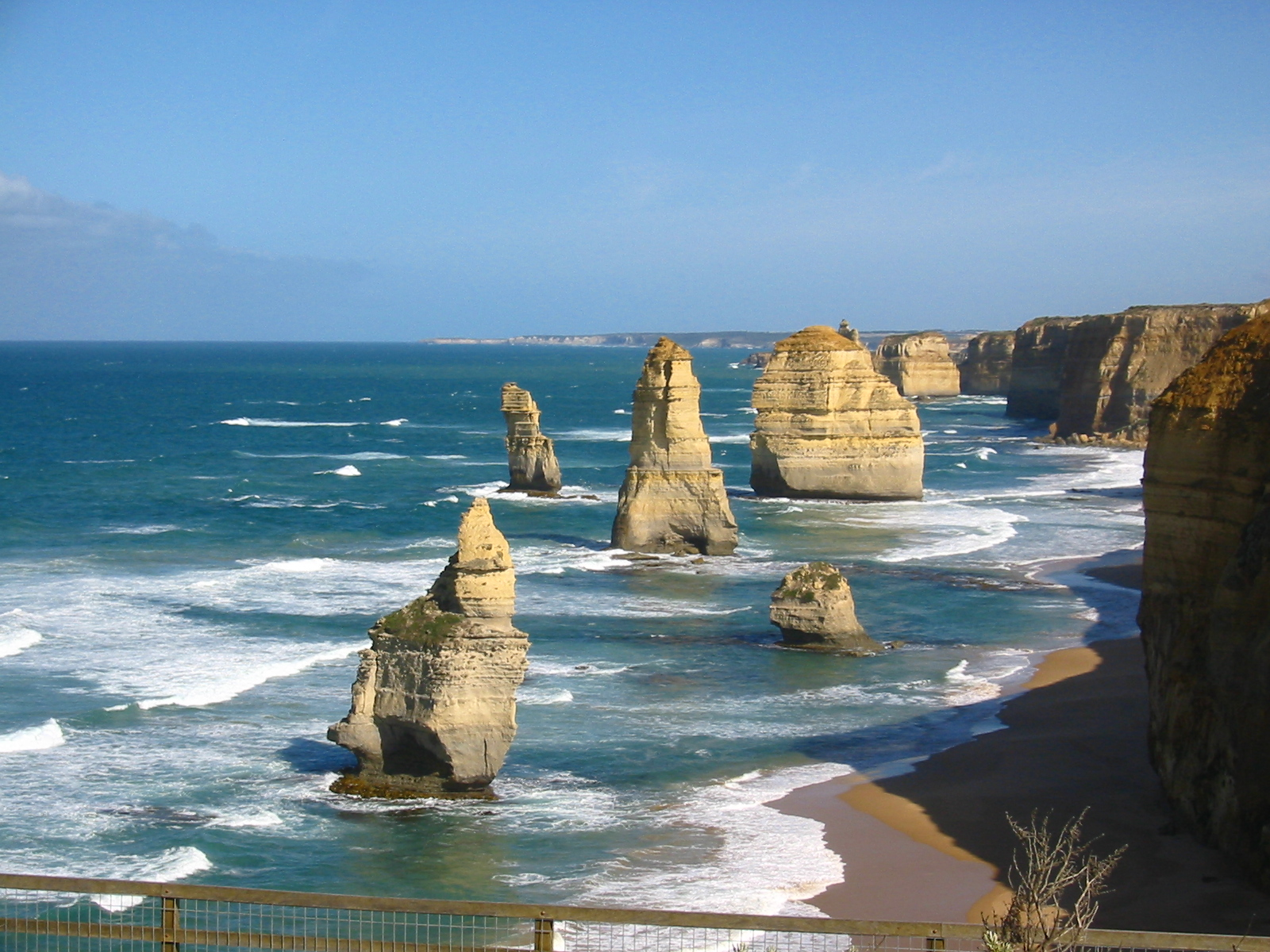
Дванадцяти апостолів
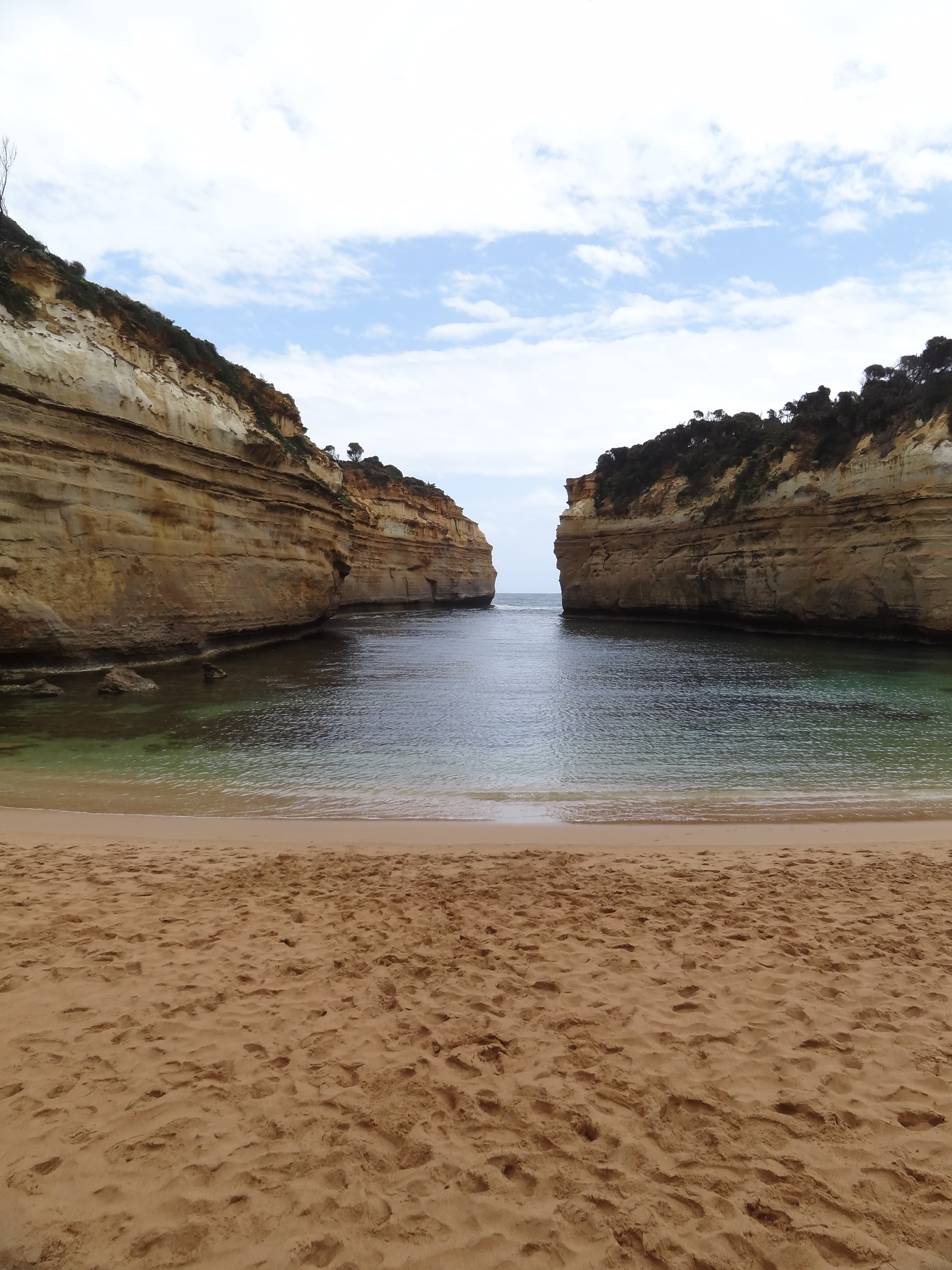
Хребет Лок-Ард
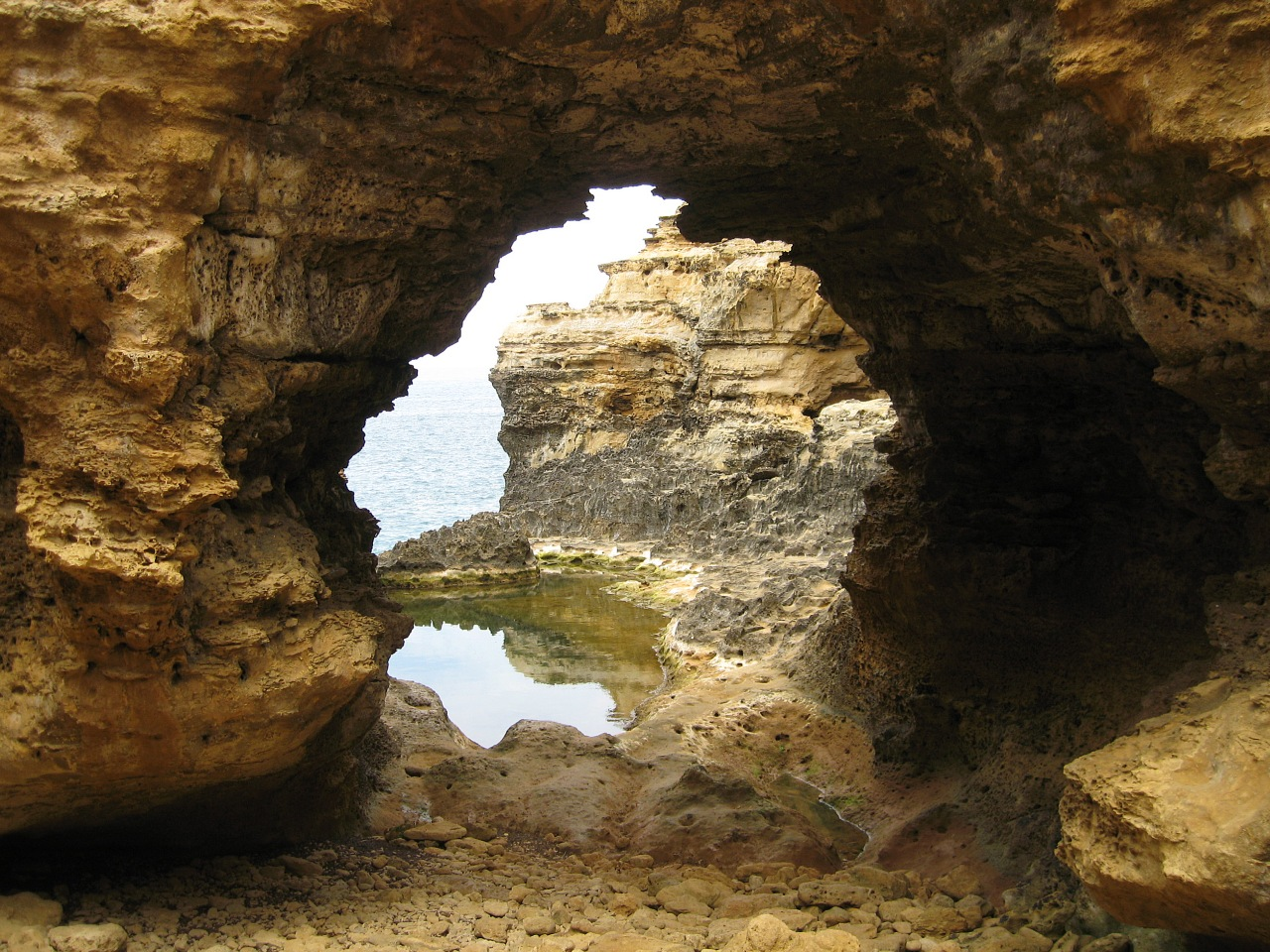
Гротто
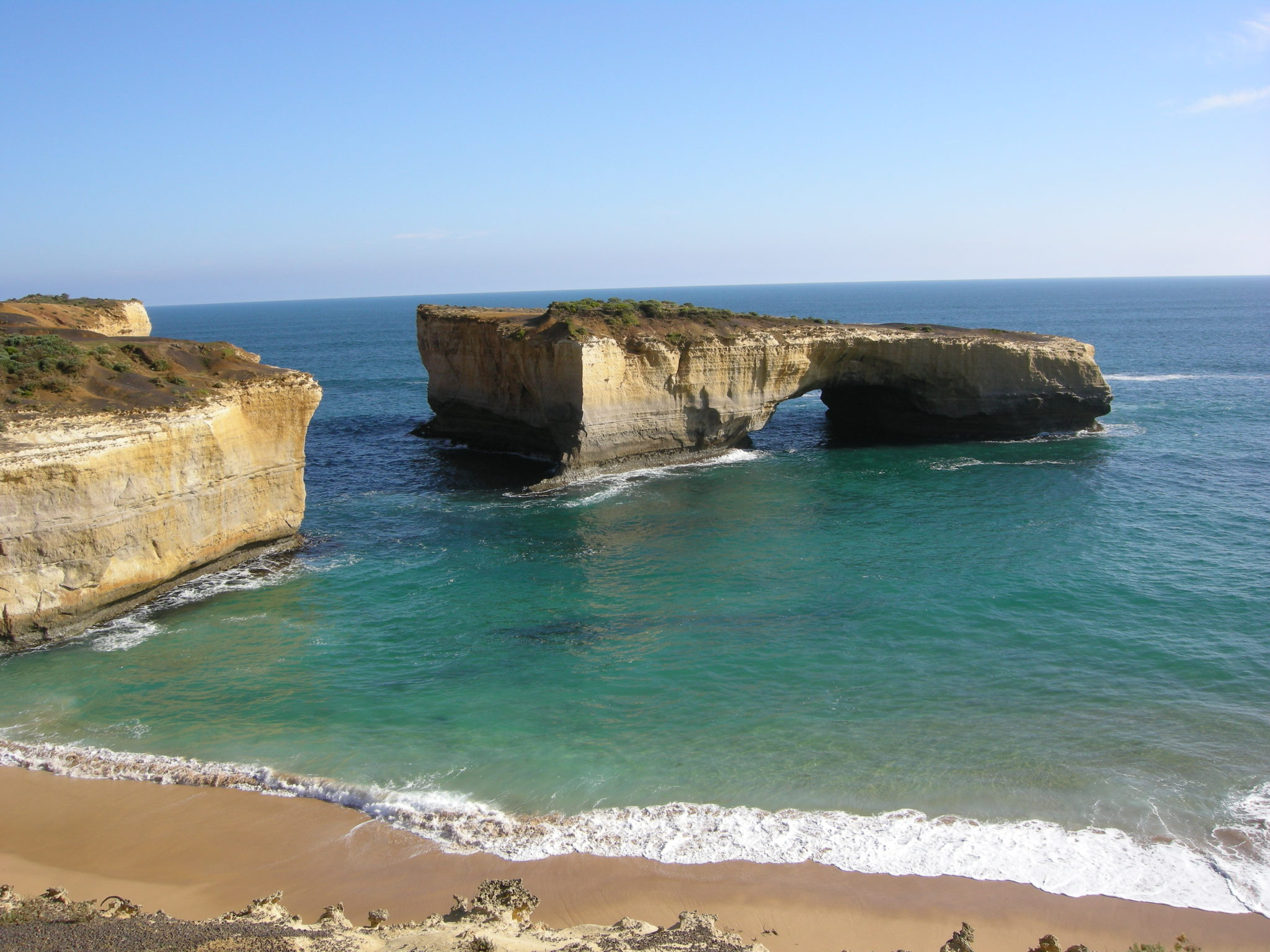
Лондонська арка
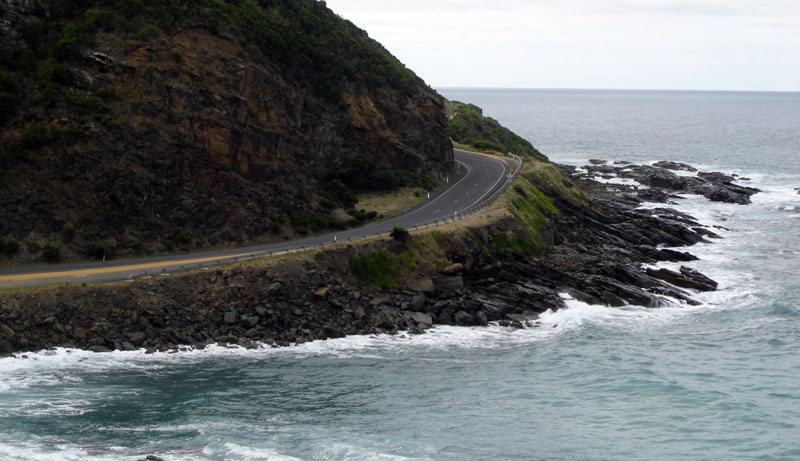

## Ресурси Інтернету
- Велика океанська дорога [Архівовано 12 січня 2013 у Wayback Machine.] на сайті visitvictoria.com
- Велика океанська дорога [Архівовано 6 березня 2022 у Wayback Machine.] на сайті visitgreatoceanroad.org.au
- Велика океанська дорога [Архівовано 21 квітня 2016 у Wayback Machine.] на сайті greatoceanroad.com
- Велика океанська дорога [Архівовано 16 березня 2016 у Wayback Machine.] на сайті greatoceanroad.info
- Історія Великої океанської дороги на сайті gowest.com.au